# Glenea parexculta
Glenea parexculta är en skalbaggsart som beskrevs av Stefan von Breuning 1980. Glenea parexculta ingår i släktet Glenea och familjen långhorningar.
Artens utbredningsområde är Filippinerna. Inga underarter finns listade i Catalogue of Life.